# 布盧芒德鎮區 (伊利諾伊州梅肯縣)
布盧芒德鎮區（英語：Blue Mound Township）是位於美國伊利諾伊州梅肯縣的一個行政鎮區。

## 地方資料
根據2010年美國人口普查的數據，布盧芒德鎮區的面積為84.50平方千米，當中陸地面積為84.40平方千米，而水域面積為0.10平方千米。當地共有人口861人，而人口密度為每平方千米10.19人。